# Собра (Мљет)
Собра (итал. Porto Mezzo) је насељено место у саставу општине Мљет, на острву Мљету, Дубровачко-неретванска жупанија, Република Хрватска.

## Географски положај
Налази се у дубоком заливу на северној страни острва и главна је острвска трајектна лука. Преко ње се острво спаја с копном, путем трајектне линије Дубровник – Суђурађ (Шипан) – Собра. Кроз место пролази Д120, која спаја насеље са остатком острва, а до трајектне луке води 1,1 км дуги крак државног пута Д123.

## Историја
До територијалне реорганизације у Хрватској налазила се у саставу старе општине Дубровник.
Собра је стално насељена од друге половине 19. века, а настала је као лука Бабиног Поља. Одавде су пре испловљавале мљетске гајете на весла и једра и превозиле дрво, које је служило као грађевински материјал у Дубровнику за време Републике. У старим дубровачким листинама из 15. века помиње се и посебна врста брацере, под именом мљетска барка, те посебно мљетско једро. Године 1880. на месту данашњег насеља је изграђено мање пристаниште, а убрзо је била укључена у сталну бродску везу између Трста и Котора те се од тог времена сматра главном мљетском луком.

## Становништво
На попису становништва 2011. године, Собра је имала 131 становника.
| Број становника по пописима | Број становника по пописима | Број становника по пописима | Број становника по пописима | Број становника по пописима | Број становника по пописима | Број становника по пописима | Број становника по пописима | Број становника по пописима | Број становника по пописима | Број становника по пописима | Број становника по пописима | Број становника по пописима | Број становника по пописима | Број становника по пописима | Број становника по пописима |
| --------------------------- | --------------------------- | --------------------------- | --------------------------- | --------------------------- | --------------------------- | --------------------------- | --------------------------- | --------------------------- | --------------------------- | --------------------------- | --------------------------- | --------------------------- | --------------------------- | --------------------------- | --------------------------- |
| 1857                        | 1869                        | 1880                        | 1890                        | 1900                        | 1910                        | 1921                        | 1931                        | 1948                        | 1953                        | 1961                        | 1971                        | 1981                        | 1991                        | 2001                        | 2011                        |
| 0                           | 0                           | 0                           | 6                           | 9                           | 12                          | 0                           | 0                           | 16                          | 27                          | 28                          | 28                          | 19                          | 68                          | 102                         | 131                         |

Напомена: Исказује се као део насеља од 1890. до 1948., а као насеље од 1953. У 1921. и 1931. подаци су садржани у насељу Бабино Поље.
Собра је настала као лука недалеком Бабином Пољу те су први становници дошли и тог места. Собра је једино место на Мљету које константно бележи пораст броја становника.

### Попис1991.
На попису становништва 1991. године, насељено место Собра је имало 68 становника, следећег националног састава:
| Попис 1991.‍ | Попис 1991.‍ | Попис 1991.‍ | Попис 1991.‍ | Попис 1991.‍ |
| ----------- | ----------- | ----------- | ----------- | ----------- |
|             |             |             |             |             |
| Хрвати      | Хрвати      |             | 65          | 95,58%      |
| Југословени | Југословени |             | 3           | 4,41%       |
| укупно: 68  |             |             |             |             |

## Привреда
Собра своју привреду темељи на туризму и на саобраћају. Из Собре свакодневно испловљавају бродови према лукама Прапратно (Пељешац) и Груж (Дубровник) те према острву Шипану. У Собру пристаје међународни Јадролинијин брод за Бари (Италија). Због близине блатине, Собра има властити водовод.